# گروه موبی
گروه موبی (به انگلیسی: MOBY Group) شرکتی رسانه‌ای است که توسط سعد محسنی بنیان‌گذاری شده و مدیریت می‌شود.
گروه موبی با سرمایه شرکت نیوز کورپوریشن متعلق به روپرت مرداک تاسیس شد.
این مجموعه شامل شبکه‌های تلویزیونی طلوع، تلویزیون لمر، طلوع نیوز، تلویزیون فارسی۱، رادیو آرمان، استدیوی موسیقی باربد میوزیک، کابورا پرودکشن, رادیو ارکوزیاو در این‌اواخر اپ دریا می‌باشد.
در سال ۲۰۰۶ گروه رسانه‌ای موبی اقدام به بنیان‌گذاری تلویزیون لمر کرد که برنامه‌های خود را به زبان پشتو ارائه می‌دهد.
در سال ۲۰۰۸ این سازمان با بنیان‌گذاری تلویزیون جهانی طلوع گسترۀ رسانه‌ای خود را به اروپا و آمریکای شمالی رساند.
در سال ۲۰۱۰ با آغاز فعالیت تلویزیون طلوع نیوز این شبکه دارای چهار تلویزیون و دو رادیوی اف ام شد.
در سال ۲۰۰۹ این گروه در همکاری با شرکت نیوز کورپوریشن اقدام به بنیان‌گذاری تلویزیون فارسی۱ کرد که از امارات برای تمام فارسی زبانان برنامه پخش می‌کرد.
در سال ۲۰۱۱ بر اساس اعلام اسامی ۱۰۰ شخصیت برتر و پرنفوذ توسط مجله تایم، سعد محسنی (بنیانگذار، مالک و رئیس اصلی شرکت گروه موبی) به عنوان سی و چهارمین شخص پرنفوذ جهان شناخته شد.
در سال ۲۰۱۵ این گروه شبکه‌ای با نام لنا را که به لهجۀ عراقی زبان عربی پخش می‌شود، در بغداد بنیان‌گذاری کرد.
در سال ۲۰۱۶ این گروه شبکه‌ای با نام کنا را به زبان امهری برای مردم اتیوپی بنیان‌گذاری کرد.